# Basílica del Corazón de María (Antofagasta)
La Basílica del Corazón de María es un templo católico ubicado en la ciudad de Antofagasta, Chile.  Construida por los Misioneros Hijos del Inmaculado Corazón de María y terminada en el año 1928, fue declarada basílica menor por el papa Juan Pablo II el 10 de mayo de 1999.

## Historia
La Congregación de los Misioneros Hijos del Inmaculado Corazón de María se asentó en la ciudad de Antofagasta en el año 1903. En 1907 la congregación construyó un templo de madera y una torre central. Este templo fue destruido por un incendio el 7 de diciembre de 1912.
El nuevo templo comenzó su construcción en 1913, y fue concluido en 1928. El terremoto de 1995 dañó la estatua de la Virgen María de su cima, por lo que fue reemplazada en agosto de 1997 por una escultura de cobre. Durante las protestas en Chile de 2019, el 13 de diciembre el templo fue atacado por encapuchados, destruyendo parte del mobiliario para hacer barricadas y rayando mensajes alusivos a abusos sexuales cometidos por sacerdotes.